# Sandbjerg Vig
Sandbjerg Vig er en op til 12 m dyb vig mod vest i den sydlige del af Kattegat, mellem As Hoved og Juelsminde, i Bjerre Herred. Ved sydsiden af vigen ligger Juelsminde havn og marina; Ved den vestlige bred er der badestrand, campingplads og feriekoloni.
I begyndelsen af 1900-tallet lå Fregatten Jylland opankret i vigen, efter at godsejer Einer Viggo Schou fra den nærliggende Palsgård havde reddet den fra ophugning. Han lod den opankre i Sandbjerg Vig, som et slags vartegn og et godt trækplaster for Juelsminde. Om sommeren tog mange til Juelsminde for at se krigsskibet, der bl.a. havde deltaget i Slaget ved Helgoland i 1864; Små motorbåde sejlede folk ud til fregatten , og for kun 10 øre, kunne man få lov at komme om bord. Ved Schou´s død i 1925 blev Fregatten Jylland solgt til Marine-ministeriet, og slæbt til Langebro i København .

## Eksterne kilder og henvisninger
1. ↑  juelsmindehavn.dk

55°43′N 10°0′Ø / 55.717°N 10.000°Ø